# INTRO-JUICE 802
『INTRO-JUICE 802』（イントロ・ジュース エイト・オー・ツー）は、2016年4月3日から2020年3月29日までFM802で放送されていた生放送のラジオ番組である。

## 概要
2016年4月期の改編によって、同年4月3日から放送開始。番組キャッチフレーズは「FM802をよく聴く人も、これからFM802に触れてみようかなと思っている人も、みんなが楽しめる2時間プログラム。」。
DJを務めるのは大阪出身でもともとFM802をよく聴いていたという三原勇希。番組内で「ユーキー」というFM802での愛称もつけられた。

## 放送時間
いずれも日曜日（JST）。
- 18:00 - 20:00（2016年4月 - 2017年3月）
- 19:00 - 21:00（2017年4月 - 2020年3月）

『LIFESTYLE COLLEGE』（J-WAVE制作）をネットすることになったため、1時間繰り下げ